# میتسوبیشی گالانت وی‌ار-۴
میتسوبیشی گالانت وی‌ار-۴ (Mitsubishi Galant VR-۴) خودرویی است که در سال‌های ۱۹۸۷ تا ۱۹۹۲در اوکازاکی ، آیچی ژاپن تولید شده‌است.
طراحی آن موتور جلو و خودرو چهار چرخ محرک بوده است.
موتور آن ۱۹۹۷ سی‌سی سیستم جعبه‌دندهٔ آن ۵ دنده به دو صورت خودکار و دستی است.